# Pagopedilum martini
Pagopedilum martini är en insektsart som beskrevs av Bolívar, I. 1915. Pagopedilum martini ingår i släktet Pagopedilum och familjen Pamphagidae. Inga underarter finns listade i Catalogue of Life.